# Ólöf Nordal

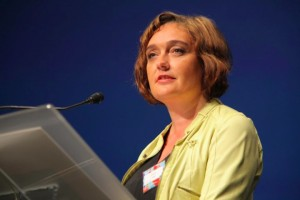
Ólöf Nordal

Ólöf Nordal (* 3. Dezember 1966 in Reykjavík; † 8. Februar 2017 ebenda) war eine isländische Politikerin der Unabhängigkeitspartei und von Dezember 2014 bis Anfang Januar 2017 Innenministerin Islands.
Ólöf Nordal war Juristin und hatte darüber hinaus einen MBA von der Universität Reykjavík. Seit 2015 war sie stellvertretende Vorsitzende der Unabhängigkeitspartei, nachdem sie dieses Amt bereits von 2010 bis 2013 innegehabt hatte.
Sie war zunächst von 2007 bis 2013 Abgeordnete des isländischen Parlaments Althing. Von 2007 bis 2009 vertrat sie den Nordöstlichen Wahlkreis, seit 2009 den Wahlkreis Reykjavík-Süd. Am 4. Dezember 2014 wurde sie zur Innenministerin im Kabinett Sigmundur Davíð Gunnlaugsson ernannt und trat damit die Nachfolge der zurückgetretenen Hanna Birna Kristjánsdóttir an. Bei der Parlamentswahl 2016 wurde sie erneut ins Althing gewählt.
Sie erlag im Alter von 50 Jahren einem Krebsleiden.
Ólöf Nordals Name fand sich in den Panama Papers.